# Dusitan draselný
Dusitan draselný je anorganická sloučenina, draselná sůl kyseliny dusité, se vzorcem KNO2.
Jedná se o silný oxidant, může urychlit hoření jiných látek. Podobně jako jiné dusitany (například sodný) je dusitan draselný toxický při požití; studie navíc naznačují, že by mohl být také mutagenní nebo teratogenní.
Dusitan draselný se používá při výrobě solí pro přenos tepla. Další oblastí aplikace je potravinářství, slouží (podobně jako dusitan sodný) jako konzervant, má označení E249.

## Výroba
Dusitan draselný je možno vytvářet reakcí kyseliny dusité s hydroxidem draselným, dle rovnice:

HNO2 + KOH → KNO2 + H2O

Za laboratorních podmínek jej lze vyrábět zahříváním dusičnanu draselného na teplotu asi 560 °C (asi 833 K), za vzniku dusitanu a kyslíku:

2KNO3 —t→ 2KNO2 + O2

K této reakci dochází při hoření dusičnanu draselného v pyrotechnice, kde je dusičnan jako oxidační činidlo.